# Љиља Павловић Дир
Љиља Павловић-Дир (Топола, 30. мај 1947.) је српска сликарка. Студије сликарства завршила је у Београду на Академији примењених уметности, одсек Сликарство, а даља усавршавања наставила је у Лондону и Лос Анђелесу. Одржала је преко 70 самосталних изложби и учествовала је у преко 200 групних изложби широм света. Добитница је великог броја награда и одликовања.

## Детињство и младост
Љиља Павловић-Дир рођена је 30. маја 1947. године у Тополи. Њена мајка, Деса Павловић-Спасић, била је професор биологије и хемије, а отац, Чеда Павловић, био је сликар и професор уметности. Убрзо се породица сели у Краљево, да би се 1959. године преселили у Београд где Љиља завршава основну и средњу школу. Године 1965. Љиља уписује Академију примењених уметности (данас Факултет примењених уметности).

## Живот и дело
Током студентских дана посетила је завидан број музеја, а инспирацију је пронашла  у Рембрантовим делима које је видела у Националној галерији у Лондону. Године 1969. први пут учествује у групној изложби у Градском музеју у Сомбору. 
Године 1970. одржава своју прву самосталну изложбу у Дому омладине у Београду. Исте године дипломираће на Академији примењених уметности на Одсеку за сликарство, фреске и мозаике, и добиће награду за најбољи дипломски рад.
Године 1971. Љиља одлази у Лондон, а 1972. године прави и прву инострану самосталну изложбу. Исте године добија стипендију за постдипломске студије на Челзи колеџу за уметност у Лондону где ће наставити усавршавања у области графичких техника. 
Још две самосталне изложбе одржаће 1973. године: једну на Универзитету у Бредфорду, а другу у Галерији “Графички колектив” у Београду.
Прву самосталну изложбу у Сједињеним Америчким Државама одржала је 1974. године у Сан Франциску, а уследиће и бројне изложбе широм света. Исте године почиње да ради на Универзитету у Калифорнији у Лос Анђелесу као предавач на предмету Теорија боја. Следеће године отвара студио.
Године 2009. одржала је и изложбу у Тополи у Карађорђевом конаку.

## Марко Поло на Путу свиле
Године 1992. започиње пројекат “Марко Поло на путу свиле” који је доживео преко 20 изложби: од Кине, где је добила златну награду, до Сједињених Америчких Држава.  Прва изложба одржана је 1994. године у Паризу.
| „                   | Ја сам се инспирисала Путем свиле, јер сам 1992. године читала, да када је било откриће Америке, да се и сам Коломбо инспирисао путовањима Марка Пола. | ” |
| — Љиља Павловић-Дир | |   |

## Приватни живот
Године 1976. удала се за Браја Дира, инжењера за нафту и гас. Венчање је одржано у Тополи, њеном родном месту, у Карађорђевој цркви. Има три ћерке: Наташу, Александру и Катарину. Од 1978. године живи и ствара у Паризу.